# Château de Salarün
Le château de Salarün est un édifice situé à Theix-Noyalo en France.

## Localisation
L'édifice est situé sur le territoire de la commune déléguée de Theix, au lieu-dit Salarün, dans le département du Morbihan en région Bretagne.

## Description
Le château date des XVe et XVIe siècles, édifice construit en moellons de granite. Le logis ouest à comble à surcroît, élévation à travées, cheminées à linteau sculpté, corps principal à un étage carré et comble à surcroît, escalier dans-œuvre, pignons découverts sauf pignon nord, à ruellée ; aile ouest à toit à noue, corps d'angle à la jonction de l'aile ouest et du corps principal couvert en appentis. Toiture à longs pans recouverte d'ardoises. Escalier dans-œuvre : escalier tournant à retours avec jour, suspendu, en charpente ; escalier de distribution extérieur ; escalier droit, en maçonnerie.

## Historique
Berceau de la famille Salarün, fondatrice de la chapelle Notre-Dame-la-Blanche à Theix en 1239. Enclos, logis ouest de la première moitié du XVe siècle, à salle haute sous charpente, cheminées sur gouttereaux portant les armoiries des Sallarun. Remaniements des baies aux XVIe et XVIIe siècles, pente de la toiture modifiée au milieu du  XVIe siècle. Corps principal en équerre du milieu du XVIe siècle : un incendie vers 1734 (information orale) apporta un remaniement des ouvertures, la reprise du pignon sud, la reconstruction d'un appentis au sud, la construction de l'escalier central en bois. Changement de propriétaire en 1890 d'où le remaniement total de l'élévation est avec réemploi partiel du linteau de la cheminée du rez-de-chaussée de l'aile sud comme linteau de la porte, adjonction de lucarnes néo-gothique, construction d'une tour carrée au nord-est remplaçant un corps en légère saillie (escalier ?) visible sur le cadastre de 1844. Porte bouchée et fenêtre ouverte au rez-de-chaussée du pignon sud. Grange carrée au nord en ruine (visible en 1844). Colombier datant peut-être du XVIe siècle signalé en ruine dès 1844 (partie supérieure). Puits entièrement remonté à la fin du XIXe siècle. Construction d'une ferme de type ferme modèle à l'extérieur de la clôture vers 1890. Grange datée de 1827.
Le château est inscrit à l'inventaire général du patrimoine culturel.